# Serjania punctata
Serjania punctata là một loài thực vật có hoa trong họ Bồ hòn. Loài này được Radlk. ex Donn. Sm. miêu tả khoa học đầu tiên năm 1895.